# San Francesco (Mantua)
Die Kirche San Francesco in Mantua befindet sich an der Piazza San Francesco d’Assisi 5.

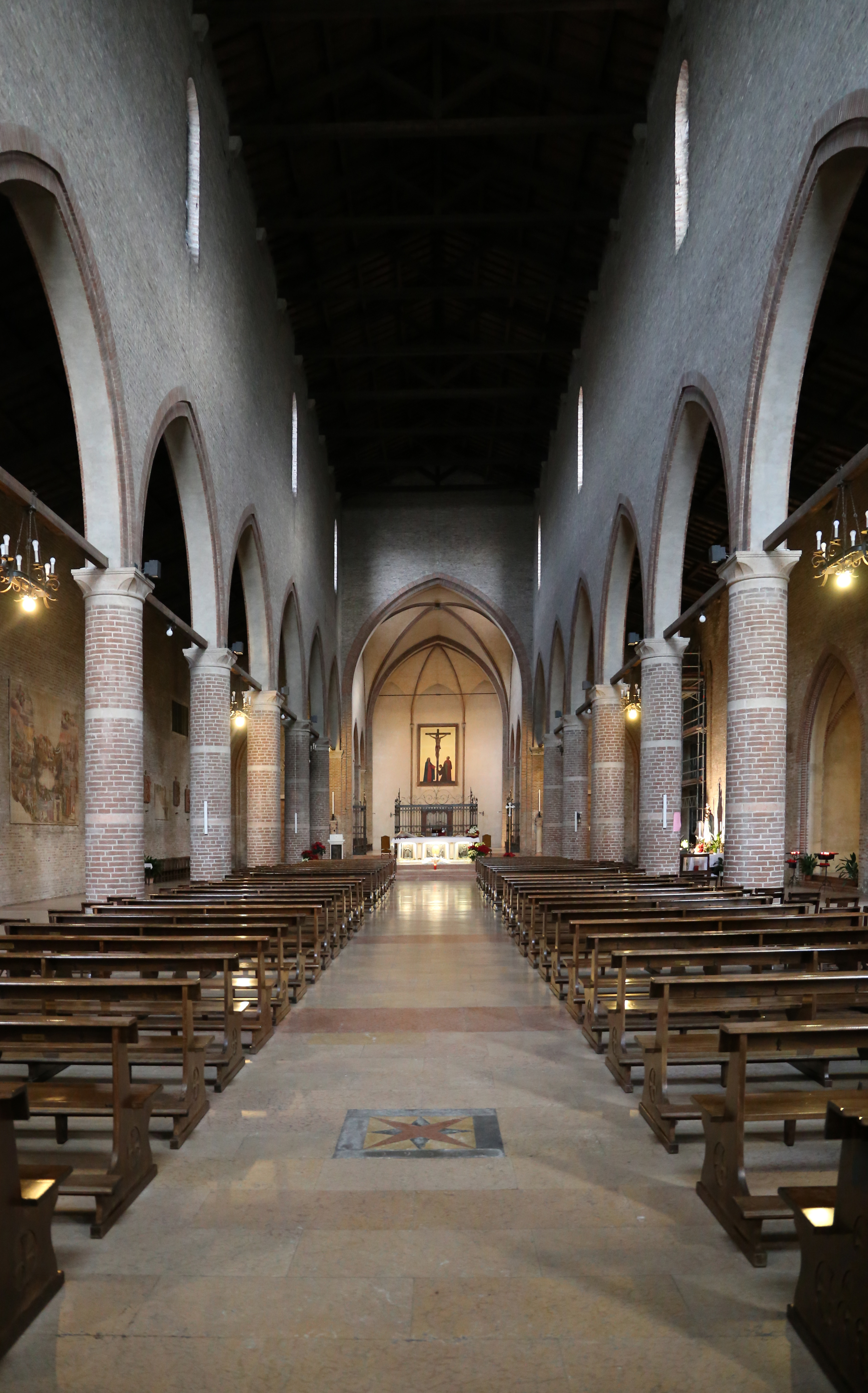
Innen

## Geschichte und Beschreibung
Die Fertigstellung der Klosterkirche des Heiligen Franziskus geht auf das Jahr 1304 zurück.
Joseph II. von Österreich lösten das Kloster 1782 auf und beschlagnahmte sein Vermögen und Kunstwerke. Ab 1811 wurde es von den Österreichern als Arsenal verwendet. 1942 kehrten die Franziskaner in das Kloster zurück und öffneten die Kirche für Gottesdienste.
Am 5. April 1945 wurde das Gebäude bei einem Bombenangriff durch die Alliierten schwer beschädigt. Nur die Fassade mit ihren drei Türmen, der Glockenturm und die Gonzaga-Kapelle konnten gerettet werden, und mit ihr wertvolle Fresken aus dem 14. Jahrhundert, die kürzlich restauriert wurden und die Geschichten des Heiligen Ludwig von Toulouse darstellen.

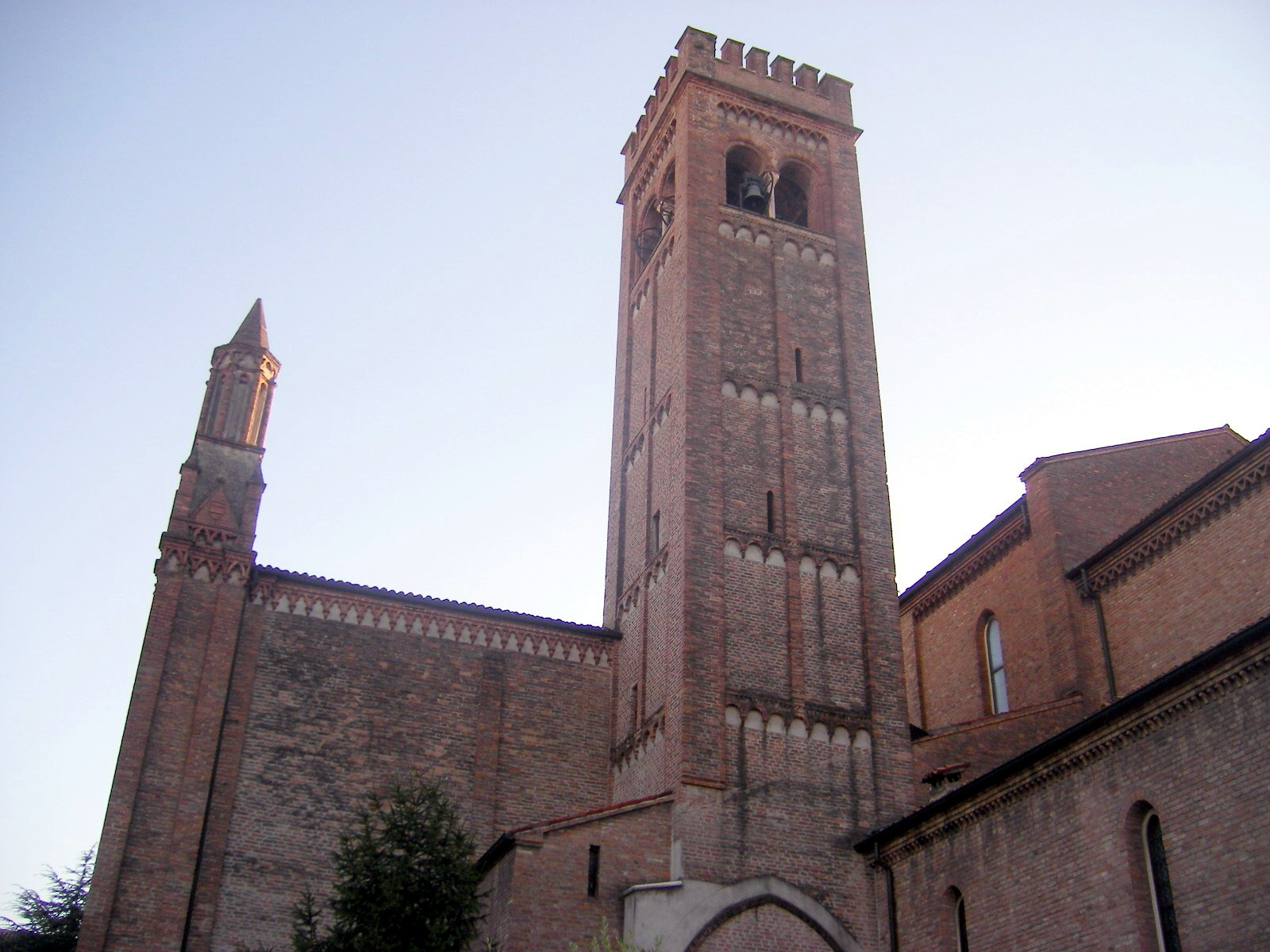
Glockenturm

1952 begann der Wiederaufbau unter Beibehaltung des romanisch-gotischen Stils. Einige der ursprünglichen Fresken sind noch zu sehen, darunter von Stefano da Verona, wie der Heilige Franziskus die Stigmata empfängt.

## Kunstwerke die sich in San Francesco befanden
- Andrea Mantegna und Helfer, Heiliger Bernhard von Siena zwischen zwei Engeln, heute in der Pinacoteca di Brera, Mailand

## Mausoleum der Gonzaga
Im Inneren wurde die Gonzaga-Kapelle errichtet, die von 1369 bis 1484 als Mausoleum der Herren von Mantua diente und in der diese beigesetzt wurden:
- Guido Gonzaga, zweiter Capitano del Popolo von Mantua;
- Alda d’Este, Gattin von Luigi II. Gonzaga
- Francesco I. Gonzaga, vierter Capitano del Popolo von Mantua;
- Margherita Malatesta, zweite Gattin von Francesco I. Gonzaga;
- Luigi II. Gonzaga, dritter Capitano del Popolo von Mantua;
- Gianfrancesco I. Gonzaga, fünfter Capitano del Popolo von Mantua;
- Francesco Gonzaga, Kardinal;[2]
- Rodolfo Gonzaga di Castiglione, Sohn von Ludovico III.

Weitere berühmte Persönlichkeiten, in der Kirche beigesetzt:
- Der Selige Alberto Gonzaga, 1321
- Guido Torelli, 1449, Gründer der Adelsfamilie Torelli;
- Cristoforo I. Torelli, 1460
- Francesco Secco, Condottiero, 1496, Besitzer der Familienkapelle
- Giovanni dalle Bande Nere, Condottiero, 1526, wurde vollständig bewaffnet beigesetzt und dann in die Medici-Kapelle in Florenz verlegt.